# Туапсе-Пассажирская
Туапсе́-Пассажи́рская — железнодорожная станция Туапсинского региона Северо-Кавказской железной дороги (прежнее название Армавир-Туапсинская железная дорога), расположена в центре города Туапсе Краснодарского края.
На станции осуществляется продажа пассажирских билетов, приём и выдача багажа.

## История
Первый вокзал был открыт в Туапсе частной Армавир-Туапсинской железной дорогой в 1915 году.
В 1923 году в связи со строительством участка железной дороги Туапсе — Сочи трасса железной дороги была изменена, в Туапсе был построен новый вокзал. Старый вокзал оказался в стороне от основной железнодорожной магистрали, в настоящее время в здании старого вокзала находится городской автовокзал. О старой трассе железной дороги напоминает подъездной путь к морскому порту, который проходит с тыльной стороны автовокзала.

Памятник
Н. П. Петрову

В новом здании (на фотографии) расположены зал ожидания, дежурный по вокзалу, подземный переход в город и на платформы № 2, № 3, а также касса пригородных поездов. Рядом с ним на перроне в сторону Сочи, в отдельном здании, расположены кассы пассажирских поездов и справочная служба. Современное здание вокзала построено в 1952 году.
В советское время станция была центром Туапсинского отделения Северо-Кавказской железной дороги, позднее отделение было присоединено к Краснодарскому. 
На вокзале  17 мая 2006 открыт памятник Н. П. Петрову, внёсшему большой вклад в развитие железных дорог России.
25 июня 2006 года исполнилось 75 лет Туапсинской дистанции сигнализации и связи.
В 2020 году станция Туапсе-Пассажирская стала центром Туапсинского региона Северо-Кавказской железной дороги, территориально выделенного из состава Краснодарского региона.

## Сообщение по станции

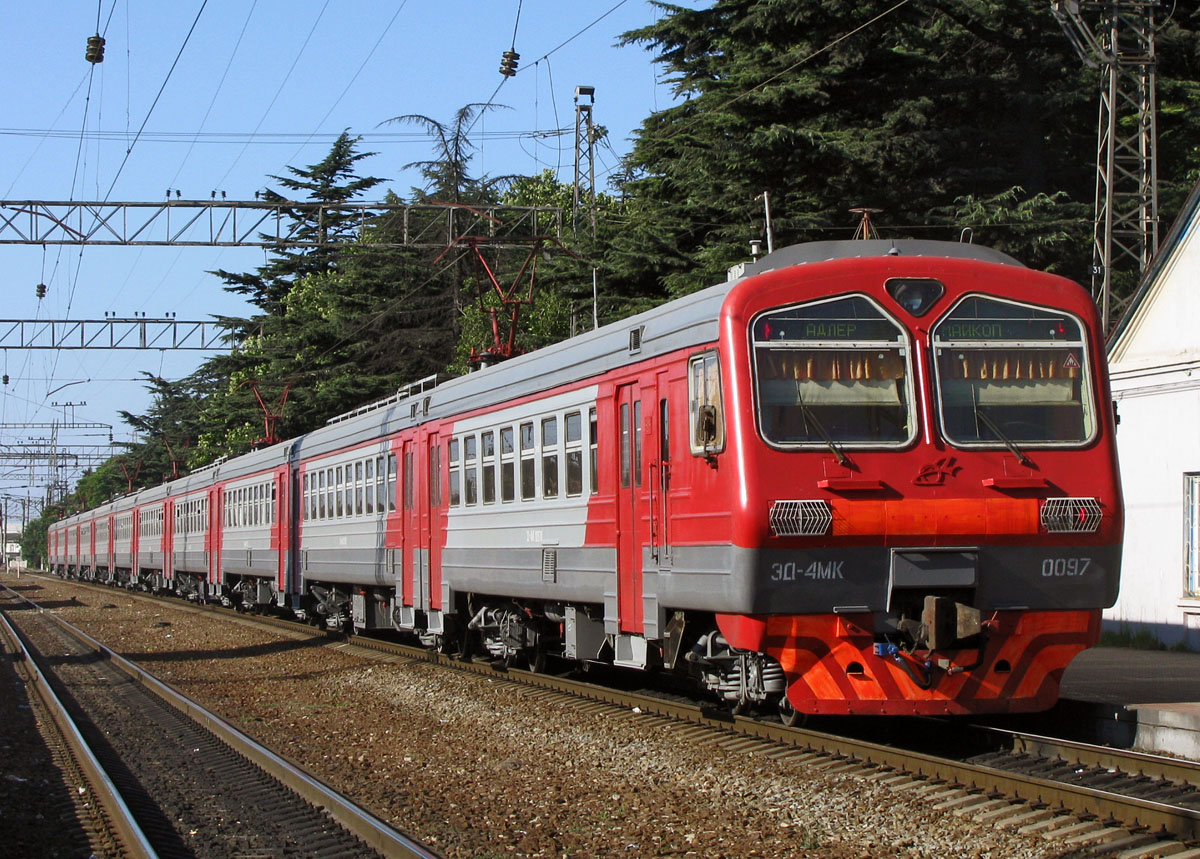
Электропоезд ЭД4МК-0097 на станции

| Пригородное | Пригородное                  | Пригородное | Пригородное                  |
| № поезда    | Маршрут движения             | № поезда    | Маршрут движения             |
| ----------- | ---------------------------- | ----------- | ---------------------------- |
| 6003        | Туапсе — Аэропорт Сочи       | 6006        | Аэропорт Сочи — Туапсе       |
| 6009        | Туапсе — Аэропорт Сочи       | 6016        | Аэропорт Сочи — Туапсе       |
| 6048/6047   | Майкоп — Туапсе              | 6058/6057   | Туапсе — Майкоп              |
| 6803        | Туапсе — Имеретинский курорт | 6802        | Имеретинский курорт — Туапсе |
| 6805        | Туапсе — Имеретинский курорт | 6804        | Имеретинский курорт — Туапсе |
| 6807        | Туапсе — Имеретинский курорт | 6806        | Имеретинский курорт — Туапсе |
| 6809        | Туапсе — Имеретинский курорт | 6808        | Имеретинский курорт — Туапсе |
| 6811        | Туапсе — Имеретинский курорт | 6810        | Имеретинский курорт — Туапсе |
| 6917        | Горячий Ключ — Туапсе        | 6918        | Туапсе — Горячий Ключ        |
| 6919        | Горячий Ключ — Туапсе        | 6920        | Туапсе — Горячий Ключ        |
| 6929        | Белореченская — Туапсе       | 6928        | Туапсе — Белореченская       |
| 6933        | Белореченская — Туапсе       | 6932        | Туапсе — Белореченская       |

### Дальнее

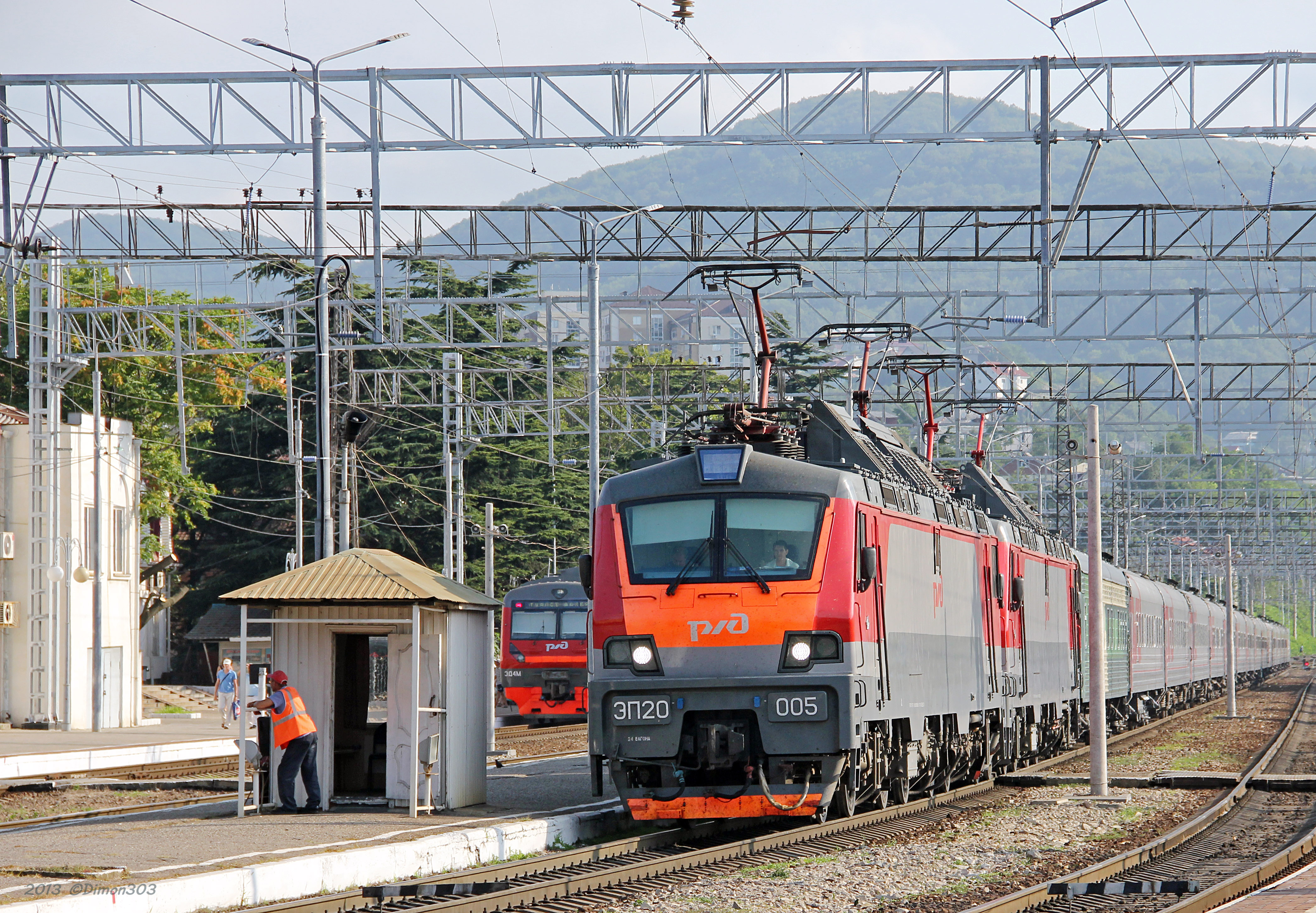
Сплотка двух электровозов ЭП20 с пассажирским поездом прибывает на станцию

| Круглогодичное обращение поездов | Круглогодичное обращение поездов | Круглогодичное обращение поездов | Круглогодичное обращение поездов |
| № поезда                         | Маршрут движения                 | № поезда                         | Маршрут движения                 |
| -------------------------------- | -------------------------------- | -------------------------------- | -------------------------------- |
| 13                               | Саратов — Адлер                  | 14                               | Адлер — Саратов                  |
| 35 «Северная Пальмира 2-этажный» | Санкт-Петербург — Адлер          | 36 «Северная Пальмира 2-этажный» | Адлер — Санкт-Петербург          |
| 79                               | Архангельск — Адлер              | 80                               | Адлер — Архангельск              |
| 83                               | Москва — Адлер                   | 84                               | Адлер — Москва                   |
| 87                               | Нижний Новгород — Адлер          | 88                               | Адлер — Нижний Новгород          |
| 101 «Премиум»                    | Москва — Адлер                   | 102 «Премиум»                    | Адлер — Москва                   |
| 103 «Премиум» 2-этажный          | Москва — Адлер                   | 104 «Премиум» 2-этажный          | Адлер — Москва                   |
| 113                              | Санкт-Петербург — Адлер          | 114                              | Адлер — Санкт-Петербург          |
| 115                              | Томск — Адлер                    | 116                              | Адлер — Томск                    |
| 117                              | Самара — Адлер                   | 118                              | Адлер — Самара                   |
| 127                              | Красноярск — Адлер               | 128                              | Адлер — Красноярск               |
| 139                              | Барнаул — Адлер                  | 140                              | Адлер — Барнаул                  |
| 301                              | Минск — Адлер                    | 302                              | Адлер — Минск                    |
| 305                              | Москва — Сухум                   | 306                              | Сухум — Москва                   |
| 309                              | Воркута — Адлер                  | 310                              | Адлер — Воркута                  |
| 315                              | Симферополь — Адлер              | 316                              | Адлер — Симферополь              |
| 345                              | Нижневартовск — Адлер            | 346                              | Адлер — Нижневартовск            |
| 353                              | Пермь — Адлер                    | 354                              | Адлер — Пермь                    |
| 359                              | Калининград — Адлер              | 360                              | Адлер — Калининград              |
| 407                              | Челябинск — Адлер                | 408                              | Адлер — Челябинск                |
| 641                              | Ростов-на-Дону — Адлер           | 642                              | Адлер — Ростов-на-Дону           |
| 641 «2-этажный»                  | Ростов-на-Дону — Адлер           | 642 «2-этажный»                  | Адлер — Ростов-на-Дону           |
| 643                              | Кисловодск — Адлер               | 644                              | Адлер — Кисловодск               |
| 679                              | Владикавказ — Адлер              | 680                              | Адлер — Владикавказ              |
| 801 «Ласточка»                   | Краснодар — Адлер                | 802 «Ласточка»                   | Адлер — Краснодар                |
| 803 «Ласточка»                   | Краснодар — Имеретинский курорт  | 804 «Ласточка»                   | Имеретинский курорт — Краснодар  |
| 807 «Ласточка»                   | Ростов-на-Дону — Туапсе          | 808 «Ласточка»                   | Туапсе — Ростов-на-Дону          |
| 811 «Ласточка»                   | Майкоп — Имеретинский курорт     | 812 «Ласточка»                   | Имеретинский курорт — Майкоп     |
| 813 «Ласточка»                   | Майкоп — Адлер                   | 814 «Ласточка»                   | Адлер — Майкоп                   |
| 815 «Ласточка»                   | Краснодар — Роза Хутор           | 816 «Ласточка»                   | Роза Хутор — Краснодар           |
| 821 «Ласточка»                   | Краснодар — Имеретинский курорт  | 822 «Ласточка»                   | Имеретинский курорт — Краснодар  |

| Сезонное обращение поездов | Сезонное обращение поездов         | Сезонное обращение поездов | Сезонное обращение поездов         |
| № поезда                   | Маршрут движения                   | № поезда                   | Маршрут движения                   |
| -------------------------- | ---------------------------------- | -------------------------- | ---------------------------------- |
| 201                        | Москва — Имеретинский курорт       | 202                        | Имеретинский курорт — Москва       |
| 225                        | Мурманск — Адлер                   | 226                        | Адлер — Мурманск                   |
| 233                        | Екатеринбург — Имеретинский курорт | 234                        | Имеретинский курорт — Екатеринбург |
| 241                        | Иркутск — Адлер                    | 242                        | Адлер — Иркутск                    |
| 249                        | Новокузнецк — Имеретинский курорт  | 250                        | Имеретинский курорт — Новокузнецк  |
| 251                        | Барнаул — Адлер                    | 252                        | Адлер — Барнаул                    |
| 257                        | Печора — Адлер                     | 258                        | Адлер — Печора                     |
| 261                        | Архангельск — Адлер                | 262                        | Адлер — Архангельск                |
| 269                        | Чита — Адлер                       | 270                        | Адлер — Чита                       |
| 273                        | Северобайкальск — Адлер            | 274                        | Адлер — Северобайкальск            |
| 281                        | Череповец — Адлер                  | 282                        | Адлер — Череповец                  |
| 451                        | Ижевск — Адлер                     | 452                        | Адлер — Ижевск                     |
| 459                        | Тамбов — Адлер                     | 460                        | Адлер — Тамбов                     |
| 461                        | Уфа — Адлер                        | 462                        | Адлер — Уфа                        |
| 465                        | Астрахань — Имеретинский курорт    | 466                        | Имеретинский курорт — Астрахань    |
| 467                        | Смоленск — Имеретинский курорт     | 468                        | Имеретинский курорт — Смоленск     |
| 471                        | Москва — Адлер                     | 472                        | Адлер — Москва                     |
| 475                        | Москва — Адлер                     | 476                        | Адлер — Москва                     |
| 479                        | Санкт-Петербург — Сухум            | 480                        | Сухум — Санкт-Петербург            |
| 487                        | Самара — Сухум                     | 488                        | Сухум — Самара                     |
| 491                        | Казань — Адлер                     | 492                        | Адлер — Казань                     |
| 495                        | Кострома — Адлер                   | 496                        | Адлер — Кострома                   |
| 497                        | Ижевск — Адлер                     | 498                        | Адлер — Ижевск                     |
| 505                        | Саратов — Имеретинский курорт      | 506                        | Имеретинский курорт — Саратов      |
| 511                        | Москва — Адлер                     | 512                        | Адлер — Москва                     |
| 531                        | Киров — Адлер                      | 532                        | Адлер — Киров                      |
| 533                        | Москва — Адлер                     | 534                        | Адлер — Москва                     |
| 537                        | Уфа — Адлер                        | 538                        | Адлер — Уфа                        |
| 541                        | Москва — Адлер                     | 542                        | Адлер — Москва                     |
| 545                        | Орск — Имеретинский курорт         | 546                        | Имеретинский курорт — Орск         |
| 547                        | Москва — Сухум                     | 548                        | Сухум — Москва                     |
| 549                        | Тольятти — Адлер                   | 550                        | Адлер — Тольятти                   |
| 555                        | Смоленск — Адлер                   | 556                        | Адлер — Смоленск                   |
| 587                        | Москва — Имеретинский курорт       | 588                        | Имеретинский курорт — Москва       |
| 589                        | Новый Уренгой — Тюмень — Адлер     | 590                        | Адлер — Тюмень — Новый Уренгой     |
| 601                        | Ставрополь — Адлер                 | 602                        | Адлер — Ставрополь                 |
| 637                        | Ростов-на-Дону — Адлер             | 638                        | Адлер — Ростов-на-Дону             |